# クチン (物質)

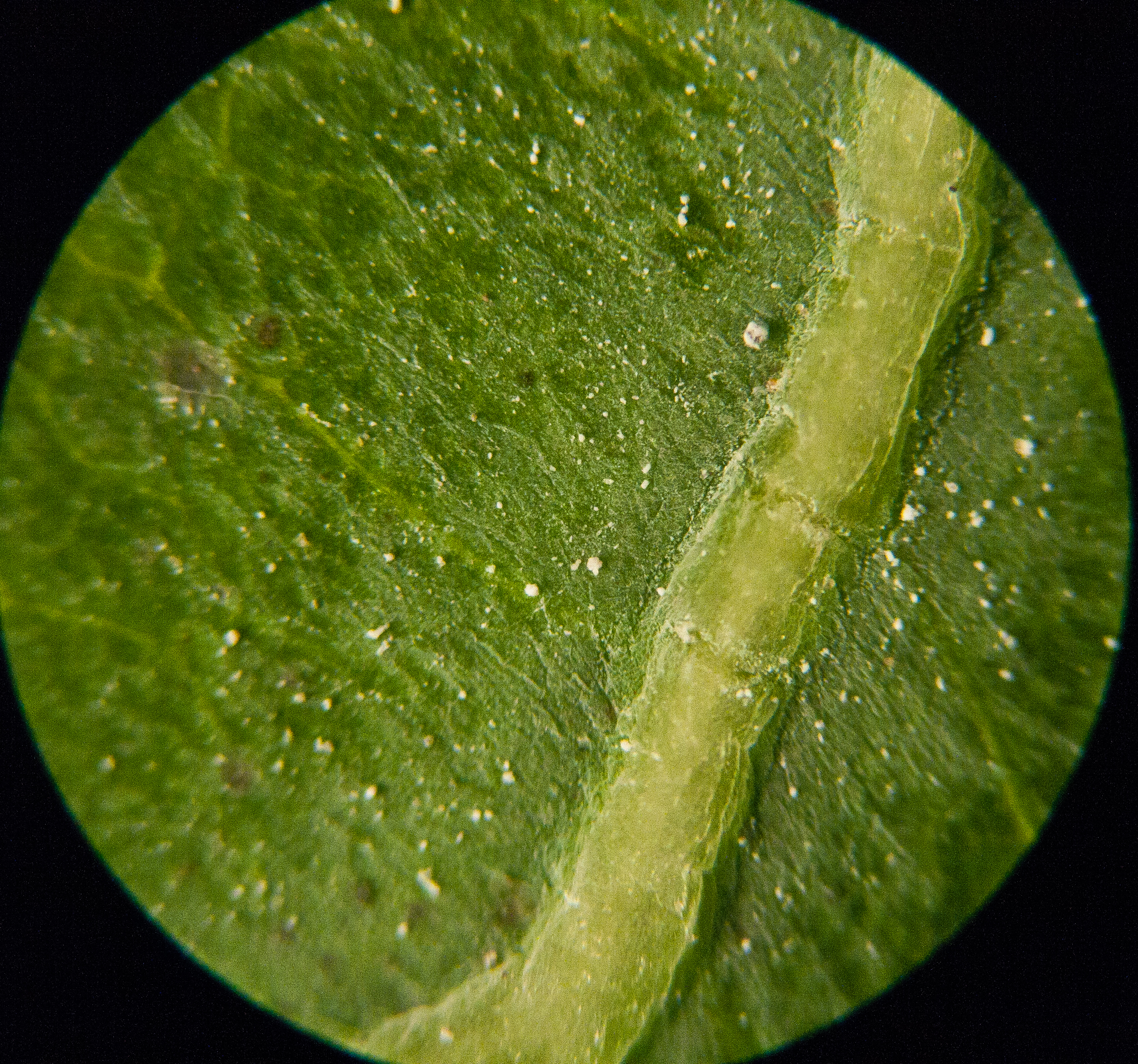
カリフラワーの葉の蝋のコーティング

クチン (Cutin) は、植物の地上部分の表面全てを覆う蝋であるクチクラを構成する主な2種類のポリマーのうちの1つである。もう1つはクタンであり、より化石としての保存性が良い。クチンはオメガヒドロキシ酸とその誘導体から構成され、それらはエステル結合で中間サイズのポリエステルポリマーを形成している。
クチンを構成するモノマーには主にC16ファミリーとC18ファミリーの2種類がある。C16ファミリーは主に16-ヒドロキシパルミチン酸と9,16-または10,16-ジヒドロキシパルミチン酸から構成される。C18ファミリーは主に18-ヒドロキシオレイン酸、9,10-エポキシ-18-ジヒドロキシステアリン酸および9,10,18-トリヒドロキシステアリン酸から構成される。